# Реваль (Польща)
Ре́валь (пол. Rewal, нім. Rewahl) — село в Польщі, у гміні Реваль Ґрифицького повіту Західнопоморського воєводства.
Населення — 1033 особи (2011).
У 1975—1998 роках село належало до Щецинського воєводства.

## Демографія
Демографічна структура станом на 31 березня 2011 року:
|          | Загалом | Допрацездатний вік | Працездатний вік | Постпрацездатний вік |
| -------- | ------- | ------------------ | ---------------- | -------------------- |
| Чоловіки | 521     | 107                | 375              | 39                   |
| Жінки    | 512     | 94                 | 313              | 105                  |
| Разом    | 1033    | 201                | 688              | 144                  |